# Afzal ul-Mulk
Afzal ul-Mulk (Chitral, 1867 – Chitral, 6 novembre 1892) è stato un principe indiano.
È stato Mehtar di Chitral per due mesi nel 1892.

## Biografia
Salito al trono di Chitral dopo la morte di suo padre, il mehtar Aman ul-Mulk, usurpò il titolo al fratello maggiore Nizam uk-Mulk. Il suo regno durò appena due mesi e sette giorni prima che venisse assassinato da suo zio Sher Afzal che prese il trono al suo posto.